# 罰金
罰金或罰款是中國大陸、台灣、澳門、日本、大韓民國的財產刑處罰的一種，常用於較輕微的罪行或違法行爲，例如交通、環境衛生和吸煙等。當一個人觸犯法例，執法人員會向該人發告票，並登記個人資料，需要以指定方式繳交罰款。在新加坡，罚款及罚金是同义词，英文都作fine；在中国大陆，罚金属于刑罚，而罚款属于行政处罚；在香港，罰款能直接用作財產刑。
廣義的罰款可以表示各種罰錢，但在法律術語，不同的漢字使用國家和地區對於不同性質的罰款有不同的稱呼：
| 國家或地區 | 漢字名稱                                   |
| ---------- | ------------------------------------------ |
| 台灣       | 罰金（刑罰）；罰鍰（行政罰）；罰款（懲罰） |
| 中國大陸   | 罚金（刑罰）；罚款（行政罰）               |
| 香港       | 罰款                                       |
| 澳門       | 罰金（刑罰）；罰款（行政罰）               |
| 新加坡     | 罚款                                       |
| 日本       | （刑罰）；（行政罰）                       |
| 大韓民國   | （刑罰）                                   |

## 中華民國刑法
依據中華民國刑法第33條，罰金是主刑的一種。1934年10月31日制定刑法時，規定的金額是1元（銀元）以上。現行的中華民國刑法對於罰金之計算，改成新臺幣1000元以上，以百元計算之。中華民國刑法對於罰金的其他重要規定有：
- 第35條 (主刑之重輕標準)：罰金比其他主刑輕。
- 第41條第1項 (易科罰金)：犯最重本刑為5年以下有期徒刑以下之刑之罪，而受6月以下有期徒刑或拘役之宣告者，得以新臺幣1000元、2000元或3000元折算一日，易科罰金。但易科罰金，難收矯正之效或難以維持法秩序者，不在此限。
- 第42條第1項 (易服勞役)：罰金應於裁判確定後2個月內完納。期滿而不完納者，強制執行。其無力完納者，易服勞役。但依其經濟或信用狀況，不能於2個月內完納者，得許期滿後1年內分期繳納。遲延一期不繳或未繳足者，其餘未完納之罰金，強制執行或易服勞役。
- 第43條 (易以訓誡)：受拘役或罰金之宣告，而犯罪動機在公益或道義上顯可宥恕者，得易以訓誡。
- 第51條 (數罪併罰之方法)：宣告多數罰金者，於各刑中之最多額以上，各刑合併之金額以下，定其金額。
- 第58條 (罰金之酌量)：科罰金時，應審酌犯人之資力及犯罪所得之利益。如所得之利益超過罰金最多額時，得於所得利益之範圍內酌量加重。

### 中華民國刑法第41條易科罰金及第42條易服勞役折算率的沿革
1. 中華民國刑法最早制定時，易科罰金及易服勞役以1（銀）元以上3（銀）元以下折算一日。
2. 1962年制定的戡亂時期罰金罰鍰裁判費執行費公證費提高標準條例第2條規定，易科罰金及易服勞役，均得就其原定金額提高1倍至2倍折算一日。
3. 1983年的戡亂時期罰金罰鍰提高標準條例（取代戡亂時期罰金罰鍰裁判費執行費公證費提高標準條例）第2條規定，易科罰金及易服勞役，均就其原定數額提高為10倍折算1日（也就是10-30銀元，合新臺幣30-90元，折算一日）。
4. 1991年，戡亂時期罰金罰鍰提高標準條例修正為罰金罰鍰提高標準條例時，易科罰金及易服勞役，仍就其原定數額提高為10倍折算一日。
5. 1993年起的現行條文規定，易科罰金及易服勞役，均就其原定數額提高為100倍折算一日（也就是100-300銀元，合新臺幣300-900元，折算一日）。
6. 2006年7月1日起，易科罰金及易服勞役改為以新臺幣1000元、2000元或3000元折算一日。

### 特別法的特別易服勞役折算率
中華民國刑法第11條 (本總則對於其他刑罰法規之適用) 規定：“本法總則於其他法律有刑罰或保安處分之規定者，亦適用之。但其他法律有特別規定者，不在此限。”有些特別法對於易服勞役折算率有不同於刑法的特別規定。金融控股公司法第67條之2、信用合作社法第48條之2、信託業法第五十八條之二、保險法第168條之5、票券金融管理法第71條之2、農業金融法第58條、銀行法第136條之2、證券交易法第180條之1、證券投資信託及顧問法第119條都規定：
“犯本法之罪，所科罰金達新臺幣5000萬元以上而無力完納者，易服勞役期間為2年以下，其折算標準以罰金總額與2年之日數比例折算；所科罰金達新臺幣一億元以上而無力完納者，易服勞役期間為3年以下，其折算標準以罰金總額與3年之日數比例折算。”

## 中华人民共和国刑法
依据中华人民共和国刑法第34条，罚金是附加刑的一种，也可以独立适用。中华人民共和国刑法对於罚金的重要规定有：
- 第36条：承担民事赔偿责任的犯罪分子，同时被判处罚金，其财产不足以全部支付的，或者被判处没收财产的，应当先承担对被害人的民事赔偿责任。
- 第52条：判处罚金，应当根据犯罪情节决定罚金数额。
- 第53条：罚金在判决指定的期限内一次或者分期缴纳。期满不缴纳的，强制缴纳。对于不能全部缴纳罚金的，人民法院在任何时候发现被执行人有可以执行的财产，应当随时追缴。如果由于遭遇不能抗拒的灾祸缴纳确实有困难的，可以酌情减少或者免除。
- 第64条：罚金一律上缴国库，不得挪用和自行处理。

## 澳門刑法典
依據澳門刑法典第1卷第3編第2章，罰金是主刑。刑法典第45條規定罰金一般最低限度為10日，最高限度為360日，日額為澳門幣50元至10000元，由法院按被判刑者之經濟及財力狀況以及其個人負擔訂定之。

## 日本刑法
依據日本刑法第15條，罰金（罰金, ばっきん, bakkin）是1萬日圓以上，但減輕其刑時，可減至1萬日圓未滿，所以當日本某法條規定某犯罪處10萬圓以下罰金時，一般就是指處1萬至10萬日圓罰金。
依據日本刑法第18條，罰金不繳納者，留置於勞役場所1日至2年，類似中華民國的易服勞役。

## 大韓民國刑法
依據大韓民國刑法第45條，罰金（벌금, , beolgeum）是5萬韓圓以上，但減輕其刑時，可減至5萬韓元未滿。依據韓國刑法第69條，罰金不繳納者，留置於勞役場所1日至3年。